# Săliște (okręg Hunedoara)
Săliște – wieś w Rumunii, w okręgu Hunedoara, w gminie Băița. W 2011 roku liczyła 278 mieszkańców.